# Ramón de Basterra
Ramón de Basterra y Zabala (Bilbao, 14 de marzo de 1888-Madrid, 17 de junio de 1928) fue un escritor, poeta y diplomático español del novecentismo.

## Biografía

### Origen familiar y estudios
Nace en Bilbao el 14 de marzo de 1888, en una familia de la alta sociedad bilbaína. Fue el mayor de cuatro hermanos. Su familia estuvo muy ligada a la vida bilbaína, como demuestra que algunos de sus antepasados desempeñaran cargos en la administración pública y municipal. Al morir prematuramente su padre, la madre y los tres hermanos menores de Ramón (Mario, Frank y Carmen) pasaron al cuidado y tutela de su tío Luis de Basterra. Ramón se trasladó a la casa solariega de su tía en Plencia (Camposena de Butrón). Cursó las primeras letras en el colegio San Antonio de Bilbao y el bachillerato en el colegio de los jesuitas de Orduña, en donde conoció al publicista Estanislao María de Aguirre. Realizó estudios de Derecho en las universidades de Valladolid y Salamanca, licenciándose en este último centro en 1909. No fueron los estudios que le hubiera gustado realizar, y así se lo comunicó por carta al rector Unamuno, con quien tuvo una relación cordial. En alguna de las cartas que le envió al filósofo vasco, le expresa su desazón, al sentir que debería estudiar Letras. Acabada la carrera inicia su primer viaje al extranjero.

### Primeras obras
Con dieciséis años, y con motivo del tercer centenario de la aparición de la primera parte del Quijote (1905), ganó su primer concurso literario, con un soneto titulado “Al Ingenioso Hidalgo Don Quijote de la Mancha”. Escribió diversos textos dedicados a la villa de Bilbao y sus gentes. En 1913 pronunció su primera conferencia sobre “El artista y el País Vasco”.

### Servicio diplomático
Decide preparar oposiciones para el cuerpo diplomático. En 1915, tras quedar segundo en las oposiciones, inicia su carrera diplomática desempeñando cargos como el de agregado en Roma (entre 1915 y 1917), Bucarest (desde junio de 1918) y, finalmente, Caracas (1924). Allí padece una grave crisis de una enfermedad mental que sufre desde hace años, a consecuencia de la cual es repatriado y más tarde reanuda sus trabajos diplomáticos en Madrid. En cada uno de esos tres destinos fraguó una obra, cuya matriz se encuentra en Roma, donde Basterra encuentra el sentido universal de España en la historia, según lo expresa en su obra poética Las ubres luminosas y Vírulo (en dos partes: Mocedades y Mediodía). En Rumanía estudia La obra de Trajano; en Caracas la Compañía Guipuzcoana de Navegación, de donde saldrá Los navíos de la Ilustración, una exaltación del carlotercismo español. Poco antes de su regreso a Bilbao en 1917 consigue audiencia con el pontífice Benedicto XV, que le otorga la Cruz de Caballero de la Orden de San Gregorio Magno.

### Breve estancia en Bilbao
Escribió en la prensa local vasca (Euzkadi, El Nervión, El Pueblo Vasco y El Liberal), además de algunos artículos y poemas en la afamada revista Hermes. Participó en la pomposamente llamada Escuela Romana del Pirineo, un grupo informal que no va más allá del voluntarismo del propio Ramón de Basterra y de las tertulias vespertinas del bilbaíno café Lion D'Or en torno a Pedro Eguillor, Jacinto Miquelarena, Pedro Mourlane Michelena, Fernando de la Quadra Salcedo, José Félix de Lequerica, Rafael Sánchez Mazas y Joaquín Zuazagoitia.

### La obra poética
Su primera obra lírica, Las ubres luminosas (1923), se caracteriza por el mito civilizador de Roma y las ideas humanísticas. En el poemario Los labios del monte, paisaje y tradiciones vascas se funden en una amplia síntesis histórica. Es el creador de un mito: Vírulo, cuyos cantos corresponden a dos momentos del estilo del autor: En Vírulo. Poema. Mocedades (1924), se muestra barroco, gongorino y virtuoso de la poesía pura. En Vírulo, mediodía (1927), el poeta supera la etapa anterior y se anticipa a su época; de un salto se sitúa en las avanzadas de la vanguardia. Con técnica del futurismo canta la máquina y el destino fecundo de los pueblos hispánicos: la «Sobrespaña». Con esta obra se convierte en uno de los artífices del cambio ideológico de la España contemporánea y en precursor del concepto de Hispanidad.

### En Venezuela
En 1924, tras reponerse de una de sus crisis, solicita como nuevo destino la embajada española en Venezuela, donde permanecerá tres años. Como el propio Basterra explicará, con añoranza evidente, en su ensayo Una empresa del siglo XVIII. Los Navíos de la Ilustración (1925), en Bilbao no se daban las condiciones para crear una república de élite intelectual, como el propio Basterra explicará en este ensayo, publicado en Caracas donde hace una vindicación expresa de lo que supuso para el País Vasco la floración del librepensamiento de la Enciclopedia. La obra constituye un alegato a favor de la Real Compañía Guipuzcoana de Caracas, que es para el autor uno de los instrumentos que trasladan la Ilustración a América. Obra que resulta también pionera desde la lectura historiográfica, por abrir nuevos horizontes en cuanto a la investigación histórica de esta compañía comercial, nacida en el siglo XVIII en tierra venezolana y con gran influencia económica del elemento vasco.

### Vuelta a España
El escritor del regeneracionismo José María Salaverría, que lo conoció bien y le tuvo mucho afecto, señaló la facilidad de Basterra para dejarse influir, que derivaba de un fondo de inseguridad e irresolución en su vocación literaria: «Primero y sobre todo por Unamuno, especialmente en el verso retorcido y áspero que él, con su mayor finura poética, lograba realzar, a veces de un modo incomparable; luego por Ortega y Gasset; en cierto momento, por mí; acaso por Ramiro de Maeztu más tarde; y al final cayó en las redes de los vanguardistas, que fue como la antesala del manicomio y de la inmediata muerte».
Su producción en prosa comprende fundamentalmente dos libros. La obra de Trajano (1921) es un conjunto de impresiones del Basterra viajero por Rumanía, alternadas con evocaciones históricas que parten de los tiempos del emperador y llegan hasta el siglo XX. Se suceden repetidamente presente y pasado con la intención de ensalzar la misión civilizadora de Trajano en la Dacia rebelde. Los navíos de la Ilustración, libro publicado en 1925, completa la peculiar formulación ideológica de este original poeta. 
Hacia 1924 el poeta tenía en el cajón o en proyecto, más o menos inacabadas, obras de todo tipo: ensayos y escritos históricos (Dominio universal de España, Pirineo pensativo), poesía (Llama romance) y teatro (Las alas de lino, Fátima y Las boinas rojas). Incluso comenzó a gestar una tercera parte de Vírulo. Sólo dos de estas obras vieron la luz de forma póstuma: Guillermo Díaz Plaja editó el poemario inacabado Llama romance y la obra de teatro Las alas de lino.
El agravamiento de su enfermedad mental le condujo a un último ingreso en el sanatorio madrileño de Santa Águeda, atendido por el doctor Lafora. Allí murió por una complicación cardíaca en un ataque de locura apenas cumplidos los cuarenta años. Su cadáver será trasladado a Bilbao y cuatro días después de su muerte fue homenajeado con una velada póstuma en el Ateneo de Bilbao, donde le dieron su último adiós sus amigos e intelectuales, presidida por José Félix de Lequerica.

## Obra

### Poesía
- Las ubres luminosas, Madrid / Bilbao, Miguel de Maeztu Editor, 1923, 178 págs.
- La sencillez de los seres, Madrid, Renacimiento, 1923, 220 págs.
- Vírulo. Poema. Mocedades, Madrid, Renacimiento, 1924, 67 págs.
- Los labios del monte, Madrid, Renacimiento, 1926, 166 págs.
- Vírulo. Mediodía, Madrid, Ediciones de La Gaceta Literaria, 1927, 76 págs. Reedición: Madrid, Los Libros de Fausto, 1982, 64 págs.
- Llama romance, Bilbao, Diputación de Vizcaya, 1971, 127 págs. (Póstuma).
- Antología poética. Selección de J. M. B. (Juan Manuel Blecua); prólogo de José María de Areilza, Barcelona, Ediciones Jerarquía, 1939, 118 págs.
- Obra poética de Ramón de Basterra. Prólogo de Joaquín de Zuazagoitia, Bilbao, Publicaciones de la Junta de Cultura de Vizcaya, 1958, 506 págs.
- Poesía. Prólogo de José-Carlos Mainer; edición preparada por Manuel Asín y José-Carlos Mainer, Madrid, Fundación BSCH, 2001, 2 vols., 299 y 313 págs.

### Teatro
- Las alas de lino. Poema dramático en tres jornadas, Madrid, Escorial, 1941, 131 págs.

### Ensayo
- La obra de Trajano, Madrid, Calpe, 1921, 325 págs., 9 láms. Reedición con introducción y notas a cargo de Mariano Martín Rodríguez, Astorga & CSED, 2012, 293 págs.
- Los navíos de la Ilustración. Una empresa del siglo XVIII, Caracas, Imp. Bolívar, 1925, 307 págs. Reedición: Caracas, Ediciones de la Presidencia de Venezuela, 1954, 273 págs. Nueva edición con prólogo de Guillermo Díaz-Plaja, Madrid, Cultura Hispánica, 1970, 294 págs. Nueva edición (que reproduce la primera): Madrid, Ministerio de Asuntos Exteriores, Dirección General de Relaciones Culturales, 1987, 307 págs.
- Papeles inéditos y dispersos de Ramón de Basterra, edición y prólogo de Guillermo Díaz-Plaja, Madrid, Ministerio de Asuntos Exteriores, Relaciones Culturales, 1970, 181 págs.